# Marzio Honorato
Marzio Honorato, noto anche come Marzio Onorato, Marzio Claudio Honorato o Marzio C. Honorato (Napoli, 10 marzo 1948), è un attore italiano.
Storico interprete del teatro eduardiano, ha conquistato una certa notorietà nazionale grazie al ruolo di Renato Poggi, che dal 1996 interpreta nella soap opera di Rai 3 Un posto al sole, ambientata proprio nella sua Napoli.

## Biografia
È nato e cresciuto a Napoli nel quartiere di San Ferdinando, da una famiglia originaria di Torre del Greco. Dopo una lunga gavetta nel teatro d'avanguardia a Napoli e a Milano, entra nella compagnia di Nino Taranto e, in seguito, in quella di Gino Bramieri, al Teatro Sistina di Roma. Alla fine degli anni settanta, la grande occasione: viene scritturato da Eduardo De Filippo. In quell'ultimo "ciclo eduardiano" prende parte a varie commedie, ma rimane famoso soprattutto per il personaggio di Vittorio Elia in Natale in casa Cupiello. 
Nella sua carriera ha interpretato film di molteplici generi, spesso ambientati a Napoli. Utilizza diversi alias, in un primo tempo Marzio Onorato, in seguito anche Marzio C. Honorato, allo scopo di apparire più in alto nell'ordine alfabetico dei titoli di coda. Alcuni titoli sono: Il camorrista di Giuseppe Tornatore; Café Express e Mi manda Picone (nel ruolo di O'Micione) di Nanni Loy; Guapparia e Lacrime napoletane, entrambi con Mario Merola e Così parlò Bellavista di e con Luciano De Crescenzo. Nel 1980 è tra i protagonisti del crudo Eroina di Massimo Pirri, film che narrava le drammatiche vicende di un gruppo di tossicodipendenti (tra i quali Helmut Berger e Corinne Cléry). Il film a causa di problemi distributivi uscì solo nel 1983 ed è stato rivalutato solo con gli anni. A metà degli anni ottanta è protagonista in due pellicole erotiche di buona fattura, quali Una donna allo specchio, con Stefania Sandrelli e Senza scrupoli, con Sandra Wey. 
Dal 1996 è impegnato nella soap opera italiana Un posto al sole, in onda su Rai 3, in cui interpreta il ruolo di Renato Poggi. In un episodio della serie, il suo personaggio viene ingaggiato per interpretare Vittorio Elia di Natale in casa Cupiello, rimandando la memoria del pubblico al fortunato esordio teatrale con Eduardo De Filippo.
Fa parte della giuria dell'Ariano International Film Festival.

## Filmografia

### Cinema

Marzio Honorato in Spogliamoci così senza pudor... (1976) di Sergio Martino

- La bella Antonia, prima monica e poi dimonia, regia di Mariano Laurenti (1972)
- Napoli violenta, regia di Umberto Lenzi (1976)
- Spogliamoci così senza pudor, regia di Sergio Martino, episodio La squadra di calcio (1976)
- Basta che non si sappia in giro, regia di Luigi Magni, episodio Il superiore (1976)
- Circuito chiuso, regia di Giuliano Montaldo (1978)
- La poliziotta della squadra del buon costume, regia di Michele Massimo Tarantini (1979)
- La pagella, regia di Ninì Grassia (1980)
- Café Express, regia di Nanni Loy (1980)
- Eroina, regia di Massimo Pirri (1980)
- Lacrime napoletane, regia di Ciro Ippolito (1981)
- Core mio, regia di Stefano Calanchi (1982)
- Guapparia, regia di Stelvio Massi (1983)
- Mi manda Picone, regia di Nanni Loy (1984)
- Così parlò Bellavista, regia di Luciano De Crescenzo (1984)
- Una donna allo specchio, regia di Paolo Quaregna (1984)
- Senza scrupoli, regia di Tonino Valerii (1986)
- Il camorrista, regia di Giuseppe Tornatore (1986)
- Tentazione, regia di Sergio Bergonzelli (1987)
- Se lo scopre Gargiulo, regia di Elvio Porta (1988)
- Donne armate, regia di Sergio Corbucci (1990)
- E quando lei morì fu lutto nazionale, regia di Lucio Gaudino (1993)
- Dove siete? Io sono qui, regia di Liliana Cavani (1993)
- L'uomo delle stelle, regia di Giuseppe Tornatore (1995)
- Io e il re, regia di Lucio Gaudino (1995)
- Banditi, regia di Stefano Mignucci (1995)
- L'uomo in più, regia di Paolo Sorrentino (2001)
- Teresa Manganiello-sui passi dell'amore, regia di Pino Tordiglione (2012)
- La legge è uguale per tutti... forse, regia di Ciro Ceruti, Ciro Villano (2014)
- Nuovo ordine mondiale, regia dei fratelli Ferrara (2015)
- La tristezza ha il sonno leggero, regia di Marco Mario de Notaris (2021)

### Televisione
- Storie della camorra, regia di Paolo Gazzara – miniserie TV (1978)
- Ma che cosa è quest'amore, regia di Ugo Gregoretti – miniserie TV (1979)
- L'eredità della priora, regia di Anton Giulio Majano – miniserie TV (1980)
- Fregoli, regia di Paolo Cavara – miniserie TV (1981)
- Naso di cane, regia di Pasquale Squitieri – miniserie TV (1985)
- Passioni, regia di Fabrizio Costa – serial TV (1993)
- Un posto al sole – soap opera (1996-in corso)
- Un posto al sole d'estate – soap opera (2007)
- Un posto al sole coi fiocchi, regia di Fabio Sabbioni – film TV (2013)

## Teatro
L'anno fra parentesi si riferisce all'edizione televisiva per la Rai (IV ciclo), non alla composizione dell'opera
- Natale in casa Cupiello (1977)
- Il cilindro (1978)
- Gennareniello (1978)
- Quei figuri di tanti anni fa (1978)
- Le voci di dentro (1978)
- Il sindaco del rione Sanità (1979)
- Il contratto (1981)